# L'uomo che amava i bambini
L'uomo che amava i bambini è un romanzo del 1940 dell'autrice australiana Christina Stead.

## Trama
Il romanzo narra le vicende di una famiglia difficile, i Pollits. La narrazione si concentra sulla figura del padre Sam, un buffone idealista incapace di provvedere alla sua famiglia, la cui situazione è peggiorata dall'incapacità snob della madre Henny. Stead descrive dettagliatamente le battaglie coniugali e i vari motivi dei dissapori familiari.
La figura del padre Sam è fortemente ispirata al padre della scrittrice, e le vicende del libro inizialmente dovevano svolgersi a Sydney, ma per andare incontro ai lettori americani la storia fu ambientata nella città di Washington. In maniera spietata e penetrante la scrittrice rivela, tra le altre cose il pericolo di un eccessivo e incontrollato sentimentalismo nelle gestione delle relazioni come nel pensiero politico.